# Mozia

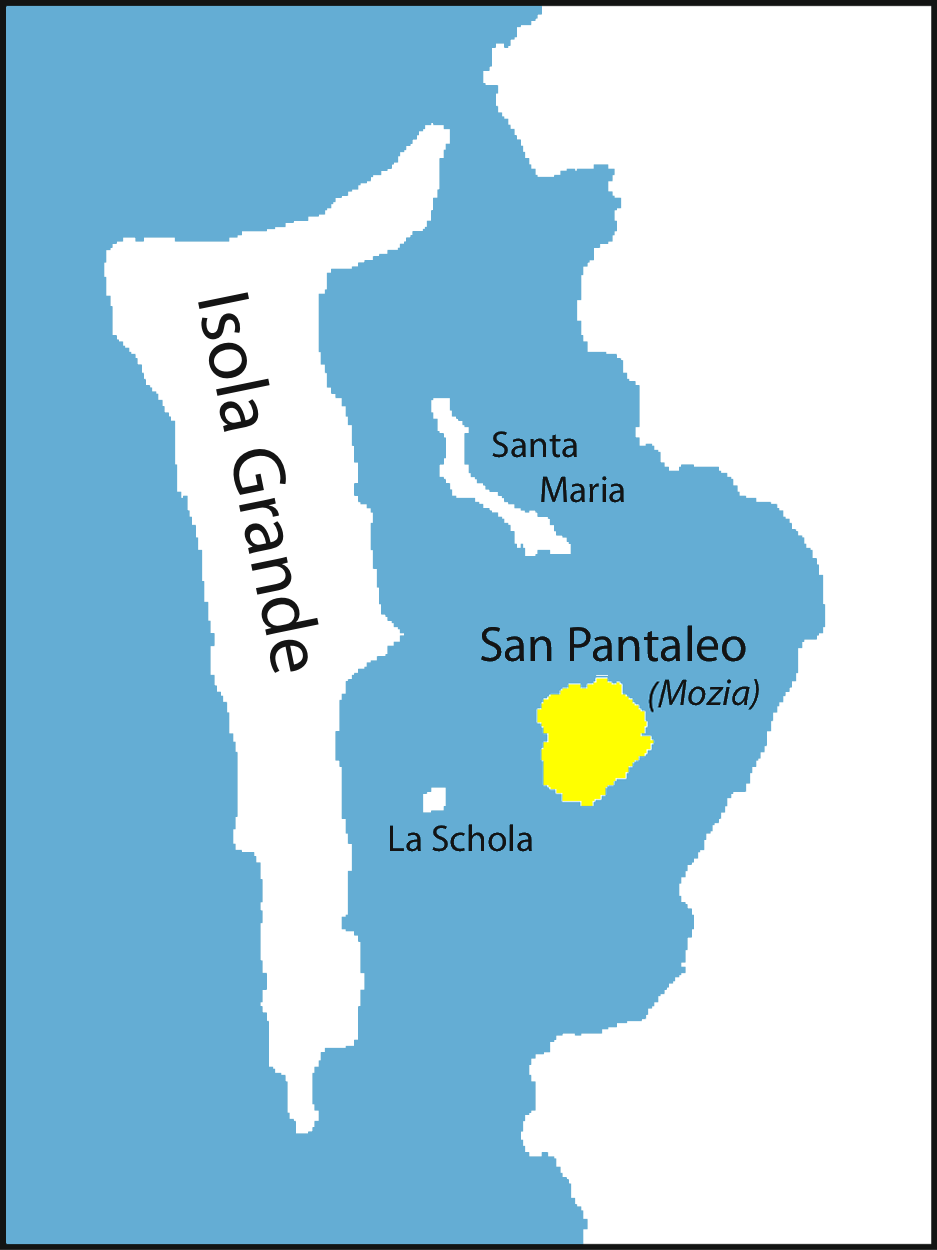
Insula San Pantaleo

Fostul oraș punic Mozia (în greacă Μοτύα) este situat pe insula San Pantaleo din vestul Siciliei (Italia), la 8 km nord de orașul Marsala. Așezarea a fost întemeiată de coloniști fenicieni spre sfârșitul secolului al VIII î.e.n.
Importantul sit arheologic a fost descoperit de arheologul amator englez Joseph Whitaker în anul 1875. În prezent, Vila Joseph Whitaker a devenit muzeu, adăpostind cea mai însemnată colecție de obiecte feniciano-punice din Sicilia.

## Galerie de imagini

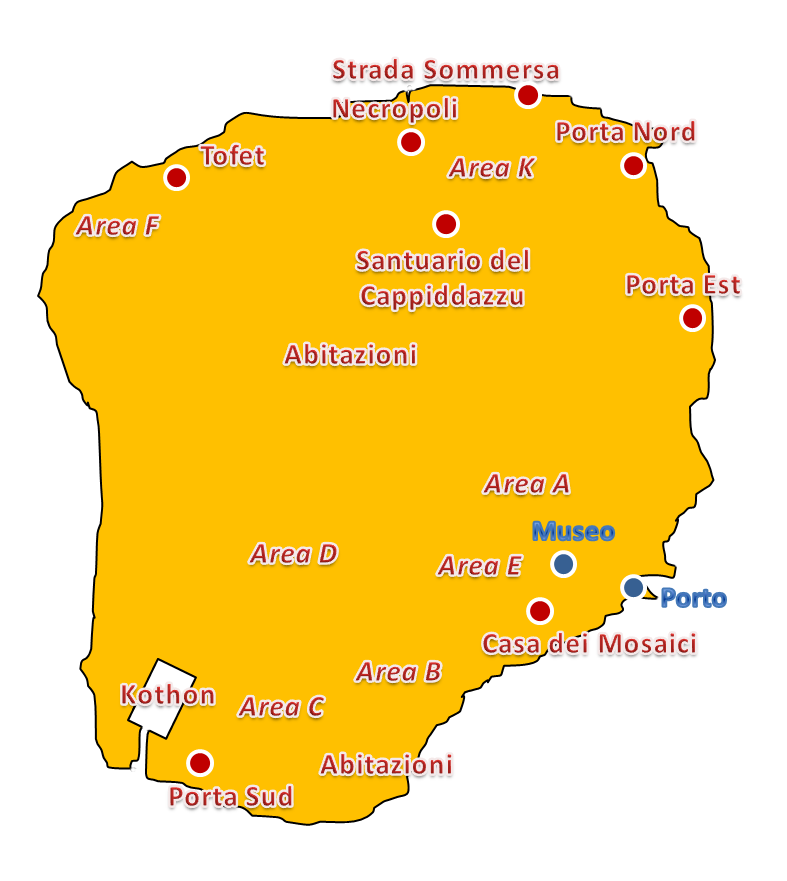
Harta sitului arheologic Mozia
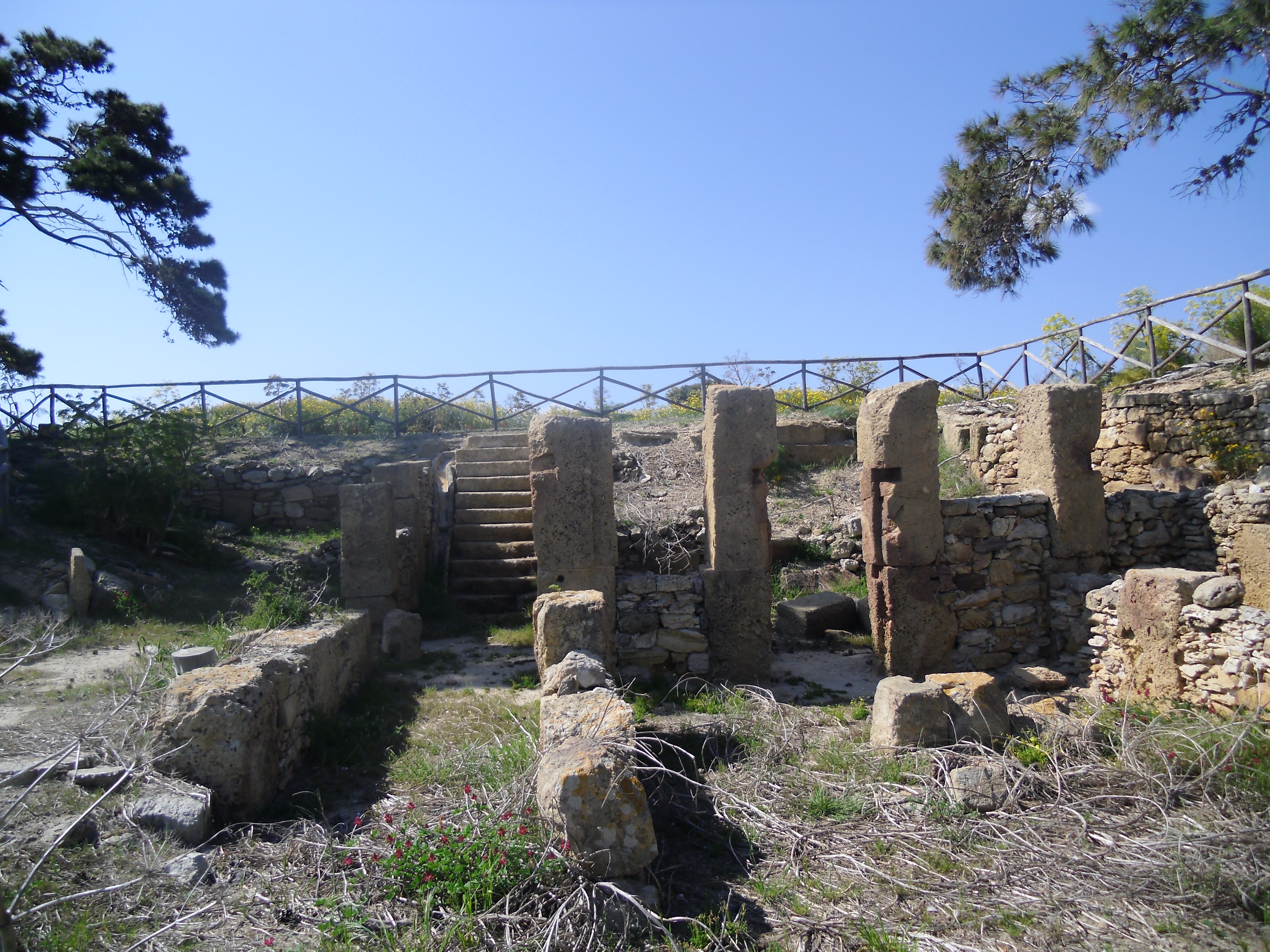
"Casermetta di Mozia"
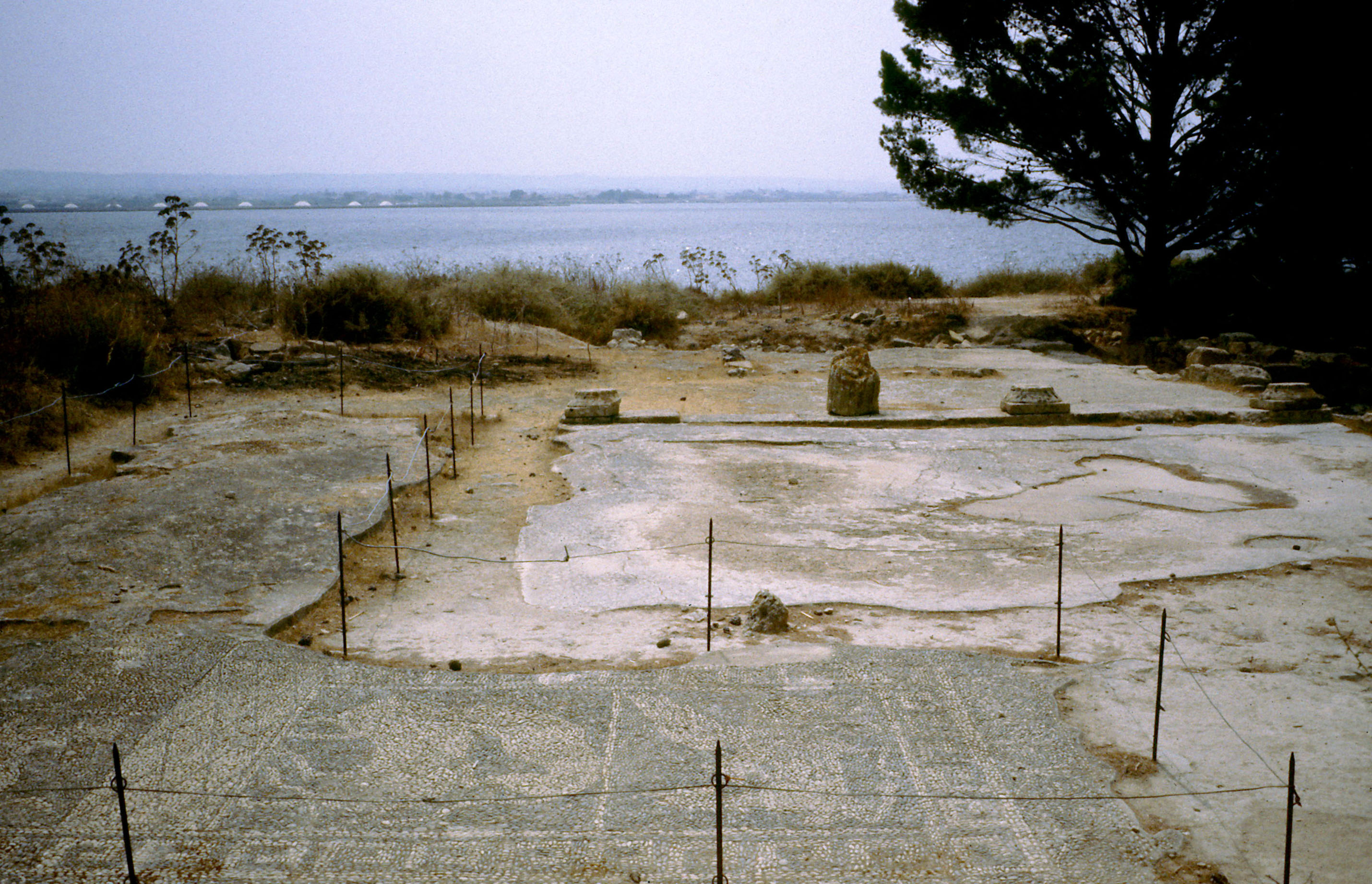
"Casa dei mosaici" (casă cu mozaicuri punice de paviment)
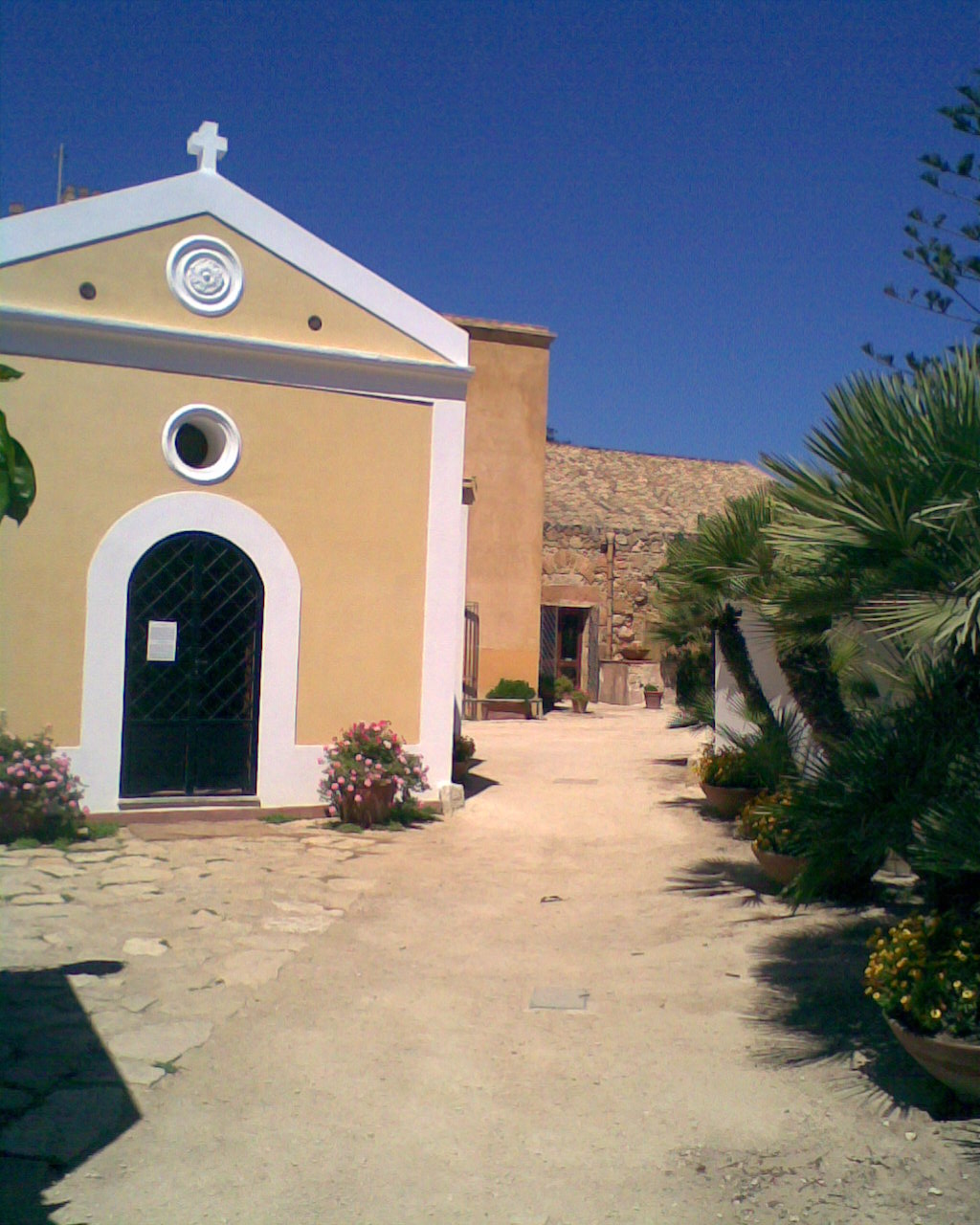
Muzeul punic Joseph Whitaker